# Theresa Jacobs
Theresa Jacobs (obersorbisch Theresa Jacobsowa; * 1980 in Bautzen, Deutsche Demokratische Republik) ist eine sorbische Kulturwissenschaftlerin.

## Leben
Jacobs legte ihr Abitur am Sorbischen Gymnasium Bautzen ab. Von 1999 bis 2004 absolvierte sie ein Studium der Musikwissenschaft, Germanistik und Kommunikations- und Medienwissenschaft an der Universität Leipzig und der Jagiellonen-Universität in Krakau. In der Folge war sie bis 2005 als wissenschaftliche Hilfskraft im Forschungsprojekt Die Beziehung von Musik und Choreographie im Ballett des 16. bis 20. Jahrhunderts an der Hochschule für Musik und Theater „Felix Mendelssohn Bartholdy“ Leipzig sowie wissenschaftliche Mitarbeiterin am Institut für Ethnologie der Universität Leipzig tätig.
Von 2004 bis 2008 absolvierte Jacobs den Promotionsstudiengang „Transnationalisierung und Regionalisierung vom 18. Jahrhundert bis zur Gegenwart“ an der Universität Leipzig mit einem Forschungsaufenthalt an der Comenius-Universität Bratislava. Als Doktorandin war sie von 2006 bis 2011 am Sorbischen Institut tätig, sie promovierte 2012 mit einer Dissertation zum sorbischen Volkstanz in Geschichten und Diskursen an ihrer Alma Mater in Leipzig. Jacobs, die von ab 1999 als Tänzerin am Leipziger Tanztheater aufgetreten war, übernahm 2011 die Geschäftsführung des Tanzarchivs Leipzig.
Nach einer Tätigkeit als wissenschaftliche Mitarbeiterin im Forschungsprojekt Körperpolitik: Disziplinierung und Inszenierung im Kontext von Gymnastik, Ausdruckstanz und Massenchoreographie am Institut für Theaterwissenschaft in Leipzig (2013 bis 2014), kehrte Jacobs 2015 zum Sorbischen Institut zurück, wo sie als wissenschaftliche in der Abteilung Kulturwissenschaft tätig ist. In ihrer Forschung widmet sie sich der Musik- und Tanzwissenschaft, vergleichenden Minderheitenforschung und dem Umgang mit Kulturerbe. Darüber hinaus ist sie freiberuflich im zeitgenössischen Tanz sowie die Minderheitenforschung tätig. Seit 2021 fungiert sie am Sorbischen Institut als stellvertretende Abteilungsleiterin der Kulturwissenschaft.
Jacobs ist Mitglied der Maćica Serbska und der Gesellschaft für Musikforschung sowie im Vorstand der Gruppe Serbska Reja engagiert. Sie ist mit dem Ethnologen Fabian Jacobs verheiratet, das Ehepaar hat zwei Kinder.

## Schriften (Auswahl)
- mit Fabian Jacobs: Vielheiten: Leipziger Studien zu Roma, Zigeuner-Kulturen. Leipziger Universitätsverlag, Leipzig 2011, ISBN 978-3-86583-599-4.
- mit Elka Tschernokoshewa und Fabian Jacobs: Sorbische Identität und Kultur in der Ortslage Proschim (Prožym) mit Karlsfeld. (= Kleine Reihe des Sorbischen Instituts. Bd. 14) Sorbisches Institut, Bautzen 2011, ISBN 978-3-9813244-0-2.
- Der Sorbische Volkstanz in Geschichten und Diskursen. Domowina-Verlag, Bautzen 2014, ISBN 978-3-7420-2305-6.
- mit Patrick Primavesi, Juliane Raschel und Michael Wehren: Tanz in der DDR: Akteure, Formen, Institutionen. Theater der Zeit, Berlin 2015, ISBN 978-3-95749-049-0.
- mit Paul Viebeg: Am Ende wird von mir nur gesammelter Schabernack übrig bleiben: Juro Mětšk – ein Porträt. (= Kleine Reihe des Sorbischen Instituts. Bd. 35) Sorbisches Institut, Bautzen 2023, ISBN 978-3-948166-95-3.
- mit Anja Pohontsch und Ines Keller: Wědomosć za wšitkich: Maćica Serbska – Maśica Serbska po 1990. (= Kleine Reihe des Sorbischen Instituts. Bd. 38) Sorbisches Institut, Bautzen 2024, ISBN 978-3-948166-89-2.